# France au Concours Eurovision de la chanson 2005
La France a participé au Concours Eurovision de la chanson 2005, dont la finale a eu lieu le 21 mai à Kiev, en Ukraine. Il s'agit de la 48e fois que la France participe au Concours Eurovision de la chanson.

## Processus de sélection
Pour la première fois depuis 2000, la chanson française est choisie lors d'une finale nationale, intitulée Un candidat pour l'Eurovision 2005, organisée par France Télévisions. Deux prime-time sont diffusés en direct sur France 3 les 14 et 15 mars 2005 et présentés par Laurent Ruquier et Elsa Fayer (tandis que Julien Lepers et Guy Carlier commenteront la finale du Concours à Kiev en mai).

### Candidats
Après les auditions en interne d'artistes, 13 candidats ont été choisis par des maisons de disques et France 3 puis seulement 5 ont été retenus pour participer aux prime-time en direct : 
- Marjorie Gallucio (qui a fait la première partie de Claude Barzotti en 2001)
- Christophe Héraut (chanteur participant à la comédie musicale Spartacus le gladiateur en 2004)
- Lionel Tim (ex-membre du groupe Linkup avec Matt Pokora et Otis, tous trois gagnants du télé-crochet Popstars sur M6 en 2003)
- Karine Trécy (choriste de plusieurs artistes dont Lââm et classée dernière sur les 12 candidats de la sélection française pour le Concours Eurovision de la chanson 1999 avec le titre Euroland)
- Ortal (ancienne choriste d'Alabina).

### Jury
Le jury est composé de professionnels :
- Jean-Claude Camus, producteur
- Bertrand Mosca, directeur des programmes de France 3
- Miroslava, artiste
- Jean-Michel Boris, ancien directeur de l'Olympia
- Dominique Segall, directeur d'agence de presse

### Déroulement
Dans le premier prime-time, un documentaire présente la vie des candidats, leur début  de carrière, leurs répétitions, leur coaching, relooking ainsi que le choix et la préparation des maisons de disques.
Lors du deuxième prime-time, les 5 candidats interprètent des chansons célèbres françaises et internationales (variétés, solo de piano, chansons de l'Eurovision, etc.).
Chaque candidat est parrainé par une artiste célèbre et interprète une chanson en duo avec elle.
- Liane Foly pour Ortal
- Hélène Segara pour Christophe Héraut
- Julie Zenatti pour Marjorie Galluccio
- Lââm pour Karine Trécy
- Lara Fabian pour Lionel Tim.

Ensuite chaque candidat interprète sa chanson originale censée représenter la France au Concours Eurovision en mai :
- Lionel Tim chante Je m'envole

- Ortal interprète Chacun pense à soi aux sonorités R'n'B dont elle a écrit les paroles sur une musique de Saad Tabainet

- Christophe Héraut, produit par Orlando, chante C'est la vie (Pars)

- Marjorie interprète le titre Casting écrit par Emma Daumas

- Karine Trécy chante Laissez-moi rêver.

Les cinq titres sont intégralement chantés en français.

### Résultats
Le vote se compose de 50 % des voix des téléspectateurs (par téléphone) et de 50 % des voix d'un jury d'experts. Au terme du vote, Ortal est choisie avec sa chanson Chacun pense à soi pour être la représentante de la France à lors du Concours à Kiev. Elle réinterprète son titre à la fin de l'émission.
| no | Interprète        | Chanson             | Place |
| -- | ----------------- | ------------------- | ----- |
| 1  | Lionel Tim        | Je m'envole         | 3e    |
| 2  | Ortal             | Chacun pense à soi  | 1re   |
| 3  | Christophe Héraut | C'est la vie (Pars) | 2e    |
| 4  | Marjorie          | Casting             | 5e    |
| 5  | Karine Trécy      | Laissez-moi rêver   | 4e    |

## À l'Eurovision
Le 21 mai 2005 à Kiev, Ortal est la 24e et dernière à chanter lors de la soirée du concours (ce qui n'est pas arrivé au représentant de la France depuis Nina Morato en 1994). Elle passe après Walters & Kazha (en), les représentants la Lettonie. Ortal est accompagnée de trois danseuses et deux danseurs. À l'issue du vote, elle a reçu 11 points, se classant 23e sur 24.

### Points attribués à la France
| 12 points          | 10 points | 8 points | 7 points | 6 points  |
| ------------------ | --------- | -------- | -------- | --------- |
|                    |           |          |          |           |
| 5 points           | 4 points  | 3 points | 2 points | 1 point   |
| - Andorre - Israël |           |          |          | - Albanie |

### Points attribués par la France
| 12 points | Portugal |
| 10 points | Monaco   |
| 8 points  | Israël   |
| 7 points  | Belgique |
| 6 points  | Roumanie |
| 5 points  | Moldavie |
| 4 points  | Hongrie  |
| 3 points  | Pologne  |
| 2 points  | Islande  |
| 1 point   | Danemark |

| 12 points | Turquie              |
| 10 points | Israël               |
| 8 points  | Grèce                |
| 7 points  | Malte                |
| 6 points  | Serbie-et-Monténégro |
| 5 points  | Roumanie             |
| 4 points  | Espagne              |
| 3 points  | Hongrie              |
| 2 points  | Moldavie             |
| 1 point   | Albanie              |